# لي فيلدمان
لي فيلدمان (بالإنجليزية: Lee Feldman)‏ هو مغن مؤلف وعازف بيانو أمريكي، ولد في 15 يونيو 1959 في سياتل في الولايات المتحدة.